# Вілар-да-Вейга
Вілар-да-Вейга (порт. Vilar da Veiga; МФА: [vi.ˈɫaɾ dɐ ˈvɐj.gɐ]) — парафія в Португалії, у муніципалітеті Терраш-де-Бору. Розташована в північно-західній частині країни, на теренах історичної португальської провінції Дору-Міню. Входить до складу округу Брага. За адміністративним поділом, чинним до 1976 року, терени парафії були складовою провінції Міню. Належить до Бразької архідіоцезії Католицької церкви. Патрон — святий Антоній. Площа — 77,8257 км². Населення — 1286 ос. (2011). Слабо урбанізований регіон. Густота населення — 16,52 осіб/км²
. Код — 031017.

## Населення
| Кількість мешканців | Кількість мешканців | Кількість мешканців | Кількість мешканців | Кількість мешканців | Кількість мешканців | Кількість мешканців | Кількість мешканців | Кількість мешканців | Кількість мешканців | Кількість мешканців | Кількість мешканців | Кількість мешканців | Кількість мешканців | Кількість мешканців |
| ------------------- | ------------------- | ------------------- | ------------------- | ------------------- | ------------------- | ------------------- | ------------------- | ------------------- | ------------------- | ------------------- | ------------------- | ------------------- | ------------------- | ------------------- |
| 1864                | 1878                | 1890                | 1900                | 1911                | 1920                | 1930                | 1940                | 1950                | 1960                | 1970                | 1981                | 1991                | 2001                | 2011                |
| 592                 | 715                 | 938                 | 893                 | 1 051               | 1 030               | 1 545               | 1 768               | 1 776               | 1 875               | 1 723               | 1 653               | 1 640               | 1 530               | 1 286               |